# Kap Crillon

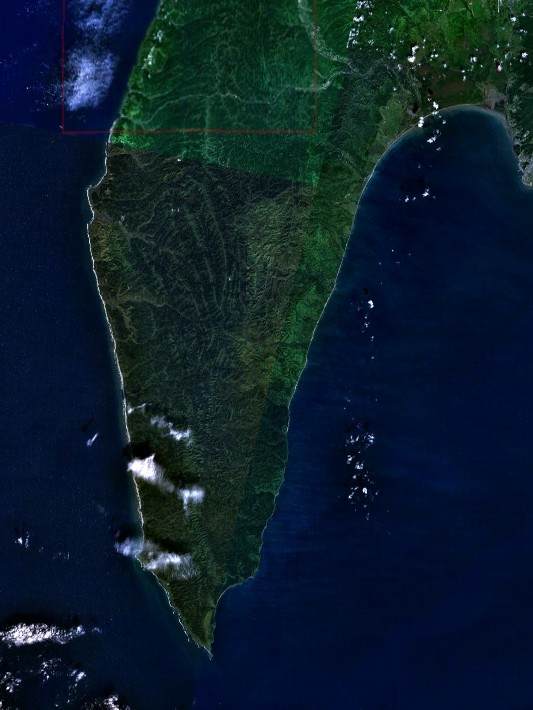
Südliches Sachalin mit Kap Crillon

Kap Crillon (russisch Мыс Крильон Mys Krilon) ist der südlichste Punkt der russischen Insel Sachalin.
Er wurde von Jean-François de La Pérouse bei seiner Entdeckung nach dem französischen Feldherrn Louis des Balbes de Berton de Crillon benannt.
Im Westen wird das Kap vom Japanischen Meer umschwemmt, im Osten vom Ochotskischen Meer.
Bei guten Sichtverhältnissen eröffnet sich der Blick über die La-Pérouse-Straße auf das 43 Kilometer entfernte Kap Sōya auf der japanischen Insel Hokkaidō.
Am Kap befindet sich eine Wetterstation, ein Leuchtturm und ein Militärstützpunkt.